# Победители ТЭФИ

«ТЭФИ» — российская национальная телевизионная премия за высшие достижения в области телевизионных искусств, учреждённая фондом «Академия российского телевидения» 21 октября 1994 года. «ТЭФИ» является российским аналогом американской премии «Эмми». Первая церемония награждения состоялась 5 мая 1995 года. 23 апреля 2013 года Советом учредителей фонда «Академия российского телевидения» принято решение, что конкурс «ТЭФИ» не проводится до выработки новых регламента и правил проведения. Проведение общенационального конкурса возобновлено 24 марта 2014 года, его организатором выступает некоммерческое партнёрство «Комитет индустриальных телевизионных премий».
В данном списке представлены награждённые премией в алфавитном порядке с указанием года награждения.

## Программы, фильмы, проекты и вещатели
После наименования победителя в скобках указан его телеканал-вещатель или организация-производитель.

### Информационные и информационно-аналитические программы
- «24» с Ольгой Романовой (РЕН ТВ) — 2004
- «Агора» (Культура) — 2019
- «Вести-Москва» (Россия) — 2001
- «Вести» (Россия) — 1995, 2001, 2023, 2025
- «Вести в 23:00» (Россия-24) — 2016
- «Вести недели» (Россия) — 2005, 2006, 2007, 2015, 2017, 2023, 2025
- «Время» (Первый канал) — 2002, 2006, 2007, 2017
- «Намедни» (НТВ) — 2002
- «Неделя с Марианной Максимовской» (РЕН ТВ) — 2008, 2009, 2010, 2011
- «Новости » (РЕН ТВ) — 2023
- «Новости 24» (РЕН ТВ) — 2009
- «Новости 24» с Михаилом Куренным (РЕН ТВ) — 2008
- «Новости 24» с Михаилом Осокиным (РЕН ТВ) — 2010, 2011
- «Новости культуры» (Культура) — 2003
- «Пятница! News» (Пятница!) — 2019
- «Сегодня» (НТВ) — 1996, 1997, 1998, 1999, 2004, 2025
- «Сегодня в 22.00» (НТВ) — 2005
- «Центральное телевидение» (НТВ) — 2014, 2016
- «Час Пик» (ТВ-2, г. Томск) — 2000, 2002
- «Час Пик. Суббота» (ТВ-2, г. Томск) — 2003

### Авторские и публицистические программы
- «Взгляд». Двадцатилетие выхода в эфир (ВИD) — 2007
- «Времена» (ОРТ) — 2001
- «Жди меня» (Первый канал) — 2001, 2002
- «Загадки Сталина. Версии биографии» (из авторского цикла Эдварда Радзинского «Загадки истории») (ОРТ) — 1997
- «Итоги» (НТВ) — 1996
- «Профессия — репортёр». «Сны надзирателя». Телеочерк Александра Зиненко (НТВ) — 2000
- «Следствие вели…» (НТВ) — 2014, 2015
- «Совершенно секретно» (РТР) — 1999
- «Старая квартира» (РТР) — 1998
- «Страна тишины» (РТР) — 1995
- «Что делать?» (Культура) — 2003

### Научные, научно-популярные и просветительские программы
- «Белая студия» (Культура) — 2015
- «Большой балет» (Культура) — 2016
- «В мире животных» (ОРТ) — 1996
- «Военная тайна» (РЕН ТВ) — 2017
- «Гении и злодеи уходящей эпохи» (Первый канал) — 2000. 2004, 2005, 2006, 2007 (в двух номинациях), 2008, 2010, 2011
- «Дачники» с Машей Шаховой (ТВ-6) — 2002
- «Дачный ответ» (НТВ) — 2023
- «Диктатура мозга» (из цикла «Научная среда») («ЦИВИЛИЗАЦИЯ Медиа»)— 2010
- «Клуб путешественников» (цикл) (ОРТ) — 1997
- «Мир наизнанку» (Пятница!) — 2019
- «Неизвестные маршруты России» (Россия К) — 2023
- «Ньютоново яблоко раздора» из цикла «Ж. З. И.» («ТМК Гранд») — 2009
- «Полиглот. Немецкий с нуля за 16 часов!» (Культура) — 2014
- «Поэт в России больше, чем поэт» (РЕН ТВ, Культура) — 1998
- «Путешествия натуралиста» (НТВ) — 2001, 2002
- «Рассказы из русской истории» (Россия К) — 2025
- «Русские цари» (РТР) — 1995
- «Секретные физики» (Культура) — 2003
- «Серебряный шар» (ОРТ) — 2000
- «Чёрные дыры. Белые пятна» (Культура) — 2008
- «Чудо техники с Сергеем Малозёмовым» (НТВ) —  2023
- «Эволюция» («Телепроект ЦИВИЛИЗАЦИЯ») — 2011
- Авторская программа Эдварда Радзинского (Первый канал) — 1999, 2004

### Программы об истории
- «Евгений Тарле. Наука выживать» (из цикла «Они творили историю») (ТРК «Цивилизация») — 2010
- «Искатели» («Цивилизация Нео») — 2008, 2009
- «Исторические хроники с Николаем Сванидзе» (Россия) — 2005, 2006, 2007
- «Исторический процесс» («Новая Компания Мастер») — 2011

### Программы об искусстве
- «Берега Набокова» (Культура, АСТ) — 2000
- «В поисках утраченного» (ОРТ) — 1998
- «Вертов и Рифеншталь» (из цикла «Документальная камера») (Культура) — 2004
- «К-2» (цикл) (РТР) — 1995
- «Линия жизни» (Культура) — 2006
- «Предлагаемые обстоятельства». Авторская программа Анатолия Смелянского (Культура) — 2005
- «Театр + ТВ» (РТР) — 1999
- «Цвет времени» («Цивилизация») — 2009
- «Чтобы помнили» (РЕН ТВ, ОРТ) — 1997

### Музыкальные программы
- «В нашу гавань заходили корабли» (НТВ, ТВ-6) — 2000, 2002
- «Венская государственная опера» (из цикла «Оперные театры мира») (Телекомпания «Гамаюн») — 2010
- «Две звезды» (Первый канал) — 2008
- «ДОстояние Республики» («Красная студия») — 2011
- «Евровидение — 2009». Финал (Первый канал) — 2009
- «Звёздный альбом Юрия Башмета» (из цикла «Вокзал мечты») (Культура) — 2005, 2007
- «И все поют стихи Булата…» (РЕН ТВ, ОРТ) — 2001
- «Оркестровая яма с Артёмом Варгафтиком» (Культура) — 2003
- «Партитуры не горят» (Культура) — 2004
- «По волне моей памяти» (СТС) — 2006
- «Пять вечеров с Владимиром Спиваковым» (РЕН ТВ) — 1999
- «Сати. Нескучная классика» («МБ групп продакшн») — 2011

### Программы для детей и юношества
- «Star-Старт» (ТВ-6) — 2000
- «АБВГДейка» (ТВ Центр) — 2017
- «Английский для малышей» («Новая Компания Канал») — 2005
- «Вспомнить всё» (Класс!) — 2008
- «Детский адвокат» (4 ТВК, г. Нижний Новгород) — 1998
- «За семью печатями» (Культура) — 2005, 2010
- «Зов джунглей» (ОРТ) — 1999
- «КОАПП» (ОРТ) — 2001
- «Наука в шоке» (СТС) — 2025
- «Орёл и решка. Семья» (Пятница!) — 2019
- «Лунтик» («Мельница») — 2015
- «Русский язык вместе с Хрюшей и…» (Класс!) — 2009
- «Самый умный» (СТС) — 2004, 2009
- «Спокойной ночи, малыши!» (ОРТ, Россия) — 1997, 2002, 2003
- «Сразись с нацией» (Класс!) — 2008
- «Сто вопросов к взрослому» (ТВ Центр) — 2007, 2008
- «Там-там новости» (РТР) — 1995
- «Умницы и умники» (Первый канал) — 1996, 2001, 2006, 2014, 2016, 2023
- «Экспериментаторы» (МТРК «Мир») — 2011

### Программы о спорте
- «Александр Карелин. Поединок с самим собой», продюсер Дмитрий Паршин (Матч ТВ) — 2017
- «Алексей Ягудин. Любовь, боль и лёд» (Первый канал) — 2008
- «Биатлон с Дмитрием Губерниевым» («СмартПикчерз», по заказу ВГТРК) — 2015 , 2025
- «Век футбола» (НТВ) — 1998
- «Елена Исинбаева. Королева высоты» («Европа ТВ», г. Санкт-Петербург) — 2009
- «Испытание Китаем» (Первый канал) — 2009
- «Катар 2022. Все на футбол» (Матч ТВ) — 2023
- «Первый Олимпийский» (Первый канал) — 2014
- «Прямой эфир: Карпов — Каспаров» (ТВ-6) — 1995
- «Путь на восток». Фёдор Емельяненко (Матч ТВ) — 2016
- «Реальный спорт» (РЕН ТВ) — 2011
- «Русские на американском льду» (ОРТ) — 1996
- «Тотальный футбол» (Матч ТВ) — 2019
- «Станислав Жук. Великий одинокий» («Европа ТВ», г. Санкт-Петербург) — 2010
- «Экстремальная башня» («Телевизионное агентство Урала», г. Екатеринбург) — 1999

### Игры и состязания
- «Брэйн ринг» (Телекомпания «Игра-ТВ») — 2010
- «Жестокие игры». Второй сезон («Красная студия») — 2011
- «КВН. Высшая Лига» (Первый канал) — 2004
- «О, счастливчик!» (НТВ) — 2000
- «Своя игра» (НТВ) — 2003, 2015, 2017
- «Сто к одному» (Россия) — 2002, 2023
- «Что? Где? Когда?» (Первый канал) — 1997, 2001, 2011, 2014, 2016, 2019, 2023, 2025

### Реалити-шоу
- «Большой побег» (СТС) — 2023
- «Взвешенные люди» (СТС) — 2016
- «Выжить в Самарканде» (ТНТ) — 2025
- «Пацанки» (Пятница!) — 2017
- «Последний герой. Актёры против экстрасенсов» (ТВ-3) — 2019

### Информационно-развлекательные, развлекательные и юмористические программы
- «100 мест, где поесть» (СТС) — 2025
- «AgentShow» (Пятница!) — 2019
- «Comedy Club» (ТНТ) — 2017, 2023, 2025
- «Большая разница» («Среда») — 2009, 2010
- «Большая разница в Одессе». Международный фестиваль пародий («Среда») — 2011
- «Вечер с Максимом Галкиным» (Первый канал) — 2007
- «Вечерний Ургант» (Первый канал) — 2016, 2019
- «Голос» («Красный квадрат») — 2014, 2015
- «Голос. Дети» (Первый канал) — 2016, 2023
- «Голос.Уже не дети» (Первый канал) — 2025
- «Городок» (Россия) — 1999, 2002
- «Давай поженимся» («Зелёная Студия») — 2009
- «Дежурный по стране» (Россия) — 2006, 2011
- «Доброе утро» (Первый канал) — 2015, 2017, 2023, 2025
- «Едим дома!» (Продюсерский центр Андрея Кончаловского) — 2007, 2014
- «Истории в деталях» (СТС) — 2005, 2006, 2007, 2008
- «Итого» с Виктором Шендеровичем (НТВ) — 2000
- «Король ринга» («Катапульта продакшн») — 2007
- «Красная стрела» (НТВ) — 2004
- «Куклы» (НТВ) — 1996
- «Ледниковый период» (Первый канал) — 2008 (в двух номинациях)
- «Личные вещи» (П. С. — промоушн, г. Санкт-Петербург) — 2010
- «Маска» (НТВ) — 2025
- «Малахов» (Россия-1) — 2025
- «Модный приговор» (Первый канал) — 2008, 2015
- «Мой герой. Виктор Сухоруков» (ТВ Центр) — 2023
- «На ножах» (Пятница!) — 2019
- «Неголубой огонёк» (РЕН ТВ) — 2004
- «Новогоднее ТелеВидение» (НТВ) — 1995
- «Орёл и решка» (Пятница!) — 2014, 2016
- «О.С.П.-студия» (СТС) — 2003
- «Пока все дома» (ОРТ) — 1996, 2006
- «Песни от всей души» (Россия 1) — 2025
- «Правила жизни» (Культура) — 2017
- «Прожекторперисхилтон» («Красный квадрат», «Синяя Студия») — 2008, 2009, 2010, 2011
- «Розыгрыш» (Первый канал) — 2005
- «Сам себе режиссёр» (РТР) — 1998
- «Секрет на миллион» (НТВ) — 2023
- «Синяя птица» (Россия-1) — 2017, 2025
- «Слава Богу, ты пришёл!» (СТС) — 2018
- «Танцы со звёздами» (Россия) — 2006
- «Тушите свет!» (НТВ, ТНТ, ТВ-6) — 2001
- «Уральские пельмени» (СТС) — 2023
- «Утро Пятницы» (Пятница!) — 2019
- «Утро на 5» (Пятый канал) — 2016
- «Фирменный рецепт с Емельяненко» (Пятый канал) — 2025

### Ток-шоу
- «60 минут» (Россия-1) — 2017, 2019, 2023
- «Временно доступен» (ТВ Центр) — 2014
- «Время покажет» (Первый канал) — 2017
- «Глас народа» (НТВ) — 2000
- «Закрытый показ» (Первый канал) — 2007, 2008
- «Игра в бисер» (Культура) — 2016
- «Культурная революция» (Культура) — 2002, 2006
- «Москва. Кремль. Путин» (Россия 1) — 2023
- «Наблюдатель» (Культура) — 2015
- «Основной инстинкт» (Первый канал) — 2005
- «Открытая студия» (Пятый канал) — 2014
- «Пусть говорят» (Первый канал) — 2017
- «Ревизорро-Шоу» (Пятница!) — 2016
- «Свобода слова» (НТВ) — 2004
- «Сегодня вечером» («Красный квадрат») — 2015
- «Судьба человека» (Россия-1) — 2019
- «Человек в маске» (ОРТ) — 1998
- «Школа злословия» (Культура) — 2003
- «Я сама» (ТВ-6) — 1999

### Специальные репортажи и журналистские расследования
- «Анна Политковская. Последнее интервью» (Телекомпания «Совершенно секретно») — 2007
- «Дневник беглеца» (РЕН ТВ) — 2003
- «Достояние республики» (Культура) — 2004
- «Захват аэропорта в Махачкале» (РЕН ТВ) — 2025
- «Золото. Чужакам здесь не место» (РЕН ТВ) — 2023
- «Иероглиф дружбы» (ВЕТТА, г. Пермь) — 2004
- «История болезни». «Личное дело» (СургутИнформТВ, г. Сургут) — 2009
- «Кровь с молоком» («Намедни»). Автор репортажа — Алексей Пивоваров (НТВ) — 2004
- «Лёшкина мама» (ТВ-2, г. Томск) — 2008
- «Лихорадка Эбола — тайна вируса смерти» (РЕН ТВ) — 2000
- «Ловцы душ» («Специальный корреспондент») (Россия) — 2005
- «Ноты протеста» (РЕН ТВ) — 2011
- «Расследование Эдуарда Петрова: «Кингисеппские» » (Россия 24) — 2025
- «Ревизорро. Новый сезон» (Пятница!) — 2016
- «Репортёрские истории» (РЕН ТВ) — 2008, 2010
- «Слепые мулы» (РЕН ТВ) — 2017
- «Со всеми пересадками» (Первый канал) — 2009
- «Танцы с русскими» («Репортёр с Михаилом Дегтярём») (ТВ Центр) — 2006
- «Учеба без отрыва от семьи: как работают кочевые школы в Якутии» Автор репортажа — Дмунд Желбунов (НТВ)  —  2023
- Авторская программа Елены Масюк (Россия) — 2001, 2002

### Документальные фильмы и сериалы
- «1812—1815. Заграничный поход» (Первый канал) — 2016
- «Бродский не поэт» («Центральное телевидение») — 2015
- «Великая тайна воды» (Россия) — 2006
- «Георгий Жжёнов. Русский крест» (Россия) — 2003
- «Десять лет, которые…» (цикл «10 фильмов») (РЕН ТВ) — 2000
- «Доктор Лиза» (РЕН ТВ) — 2009
- «Дом мастера» (НТВ, Культура) — 1999
- «Другая война». «Пленные и забытые» (РЕН ТВ) — 2007
- «Дуня» (ТВ Центр) — 2001
- «Живой Пушкин». Проект Леонида Парфёнова (НТВ) — 2000
- «Записки из мёртвого дома» (РЕН ТВ, ОРТ) — 1998
- «История российского шоу-бизнеса» («СохоМедиа») — 2010
- «К. Симонов и В. Гроссман — сын и пасынок» (из цикла «Неуходящая натура») (РТР) — 1996
- «Код жизни» (Первый канал) — 2008
- «Коммунальная столица» («Европа ТВ», г. Санкт-Петербург) — 2011
- «Концлагеря. Дорога в ад» («Лидер ТВ») — 2010
- «Крейсер „Варяг“» (Россия) — 2004
- «Кто тебя победил никто» (Первый канал) — 2023
- «Ледовая коррида Валерия Харламова» (НТВ) — 2002
- «Лубянка» (Первый канал) — 2002
- «Массовка» (АТВ) — 2010
- «Наина Ельцина. История в любви» (Россия-1) — 2017
- «Невероятные истории про жизнь» (ВИD) — 2009
- «Освобождение Авдеевки. Неизвестная хроника» (РЕН-ТВ) — 2025
- «Острова» (Культура) — 2001
- «Подстрочник» — 2010
- «Прогулки с Бродским» (РГТРК «Останкино») — 1995
- «Продавец крови» (РЕН ТВ) — 2008
- «Раневская» (Первый канал) — 2023
- «Река жизни» (Студия «Остров») — 2011
- «Романовы» (Первый канал) — 2014
- «Серебро и чернь». Авторская программа Льва Аннинского (Культура) — 2004
- «Федерико Гарсия Лорка. Загадка любви и смерти» (ОРТ) — 2000
- «Фрунзик Мкртчян. История одиночества» (Россия) — 2005
- «Чеченский капкан». «Штурм» (РЕН ТВ) — 2005
- «Элегия жизни. Ростропович. Вишневская» (ТВ Центр) — 2007

### Художественные фильмы, спектакли и сериалы
- «Бедная Саша» (ТВ-6) — 1998
- «Братство бомбы» (Первый канал) — 2006
- «Брежнев» (Продюсерская компания «Слово») — 2005
- «Бригада» (Россия) — 2003
- «В круге первом» (Россия) — 2006
- «Возвращение Мухтара» («Студия 2В») — 2015
- «Всегда говори „Всегда“» («Феникс-фильм») — 2004
- «Глухарь. Продолжение» (Дикси-ТВ) — 2010
- «Граница. Таёжный роман» (ОРТ) — 2001
- «Грозовые ворота» (Первый канал) — 2006
- «Екатерина» («Амедиа») — 2015
- «Завещание Ленина» (Россия) — 2007
- «Идиот» (Россия) — 2003
- «Измены» (ТНТ) — 2016
- «ИП Пирогова» (Супер) — 2019
- «Исчезнувшие» («Дирекция Кино») — 2009
- «Ленинград» («Нон-Стоп Продакшн», «Ленинград Продакшн») — 2007
- «Ликвидация» («Централ Партнершип») — 2008
- «Метод» (Первый канал) — 2016
- «Молодёжка» (СТС) — 2017
- «Мосгаз. Дело №8. Западня» (Первый канал) — 2023
- «Обручальное кольцо» (Первый канал) — 2011
- «Обычная женщина» (ТВ-3) — 2019
- «Особенности национальной охоты в зимний период» (ОРТ) — 2001
- «Отель последней надежды» (ТВ Центр) — 2017
- «Оттепель» (Первый канал) — 2014
- «Петербургские тайны» (РТР) — 1997
- «По имени Барон…» (НТВ) — 2002
- «Подсадной» («Дирекция Кино») — 2011
- «Пока станица спит» (Россия) — 2014
- «Разжалованный» («Феникс-фильм») — 2010
- «След» («ДокуДрама») — 2009, 2011
- «Снежный ангел» (Кинокомпания «Russian World Studios») — 2008
- «Тайны дворцовых переворотов. Россия — век XVIII…». 1. «Завещание императора». 2. «Завещание императрицы» (Россия) — 2002
- «Тайны следствия — 15» (Россия-1) — 2016
- «Топор.1945.Кенигсберг» (НТВ) — 2023
- «Триггер 2» (Первый канал) — 2023
- «Убойная сила» (ОРТ) — 2000
- «Ужин в четыре руки» («Партнёр-Фильм») — 2000
- «Улицы разбитых фонарей» (ТНТ, ОРТ) — 1999 (в двух номинациях)
- «Честь имею!..» (Россия) — 2004
- «Штрафбат» (Россия) — 2005

### Комедийные сериалы и ситкомы
- «Воронины» (ООО «ГудСториМедиа») — 2010
- «Ивановы-Ивановы» (СТС) — 2023
- «Интерны» (ТНТ) — 2016
- «Кухня» (СТС) — 2014
- «Ольга» (ТНТ) — 2017
- «Папины дочки» (СТС) — 2008, 2009
- «Светофор» (ЗАО «ВБД Груп» («Yellow, Black and White») — 2011
- «Физрук» («A+Production») — 2015
- «Полицейский с Рублёвки» (ТНТ) — 2019

### Региональные программы
- «Кучугуры и окрестности» (цикл) (Независимая Студия «Телемост», г. Воронеж) — 1996
- «Над могилой „Комсомольца“» (ГТРК «Мурман», г. Мурманск) — 1997

### Специальные проекты и эфирный промоушн
- Анонс конкурса Чайковского «Настройся на Чайковского» (Культура) — 2015
- «Блокада» (Россия-1) — 2016
- «Ночь в стиле детства» (СТС) — 2006
- «РЕН ТВ и Василий Ложкин представляют» (РЕН ТВ) — 2017
- День памяти Владимира Высоцкого на «Первом канале» (Первый канал) — 2008
- День Победы на «Первом канале» (Первый канал) — 2007
- Олимпийское промо на «Первом канале» (Первый канал) — 2014
- Промокампания «Чемпионат мира по футболу 2018 на Первом» (Первый канал) — 2019
- Торжественный парад ко дню Военно-морского флота РФ — 2023
- Эфирный промоушн «Первого канала» (Первый канал) — 2016

### Событие телевизионного сезона
- «Алые паруса» (Пятый канал) — 2017, 2023
- Акция «Бессмертный полк» (Первый канал, ВГТРК) — 2015
- Большая жизнь. Юбилейный вечер Александры Пахмутовой (Россия-1) — 2025
- Война и мир. Читаем роман (Культура) — 2016
- «Официальное вступление в должность Президента Российской Федерации Владимира Владимировича Путина» (Первый канал) — 2025
- Вызов. Трансляция старта и приземления первого космического киноэкипажа (Первый канал) — 2023
- Освещение Чемпионата мира по футболу в России в специальной студии Мяч (Матч ТВ) — 2019
- Работа военкоров ВГТРК в зоне специальной военной операции (Россия-1) — 2023
- Церемония открытия XXII Зимних Олимпийских игр в Сочи (Первый канал) — 2014

### Иные
- «День ангела» (Пятый канал) — 2023
- «День добрых дел» (Пятый канал) — 2016, 2025
- «Крым. Путь на Родину» (Ассоциация «Наше кино») — 2015
- «Поле чудес» (Первый канал) — 2025
- «София» (Россия-1) — 2017
- «Ты супер!» Финал в Кремле (НТВ) — 2017
- «Удиви меня!» («П. С. — Промоушн», г. Санкт-Петербург) — 2011
- «Факты» («Первое поле») — 2010
- Всероссийский конкурс региональных информационных программ «Новости — время местное» (АНО «Интерньюс», НАТ, фонд «Академия российского телевидения») — 2001

### Телеканалы и операторы спутникового телевидения
- «Вести-24» — 2009
- «Дождь» — 2011
- «ДТВ» — 2010
- «Культура» — 1998, 2002, 2004 (в двух номинациях), 2005 (в трёх номинациях)
- «Муз-ТВ» — 2000
- «НТВ» — 1998, 1999
- «НТВ-Плюс» — 2000
- «Первый канал» — 2003, 2006 (в двух номинациях), 2007 (в двух номинациях), 2009 (в двух номинациях), 2011
- «Россия» — 2003 (в двух номинациях)
- «СТС» — 2008 (в двух номинациях)
- «Югра», г. Ханты-Мансийск — 2001

## Персоналии

### А
- Томаш Августынек (оператор) — 2010
- Илья Авербух — 2008
- Максим Аверин — 2010
- Михаил Агранович — 2006
- Дмитрий Азадов (художник-постановщик) — 2010
- Сергей Айрапетов — 2003
- Акав Акавов — 2009
- Александр Акопов — 2004, 2005, 2006, 2011
- Юрий Аксюта — 2009, 2015, 2016
- Александр Александров (оператор) — 2011
- Алексей Александров (сценарист) — 2008
- Вера Алентова — 2008
- Алсу — 2009
- Екатерина Андреева — 2007
- Лев Аннинский — 2004
- Михаил Антонов — 2003
- Анна Ардова — 2010
- Гуля Аскарова (продюсер) — 2009
- Манана Асламазян — 2010
- Юлия Ауг — 2015

### Б
- Роман Бабаян — 2017
- Александр Баранов (сценарист) — 2008
- Михаил Баркан — 2003
- Антон Барщевский — 2009
- Владимир Башта — 2011
- Татьяна Беличенко — 2011
- Александр Белоусов (звукорежиссёр) — 2008
- Станислав Берестовой (сценарист) — 2009, 2010
- Борис Берман — 2008, 2009
- Раиса Беспечная — 2011
- Наталья Билан — 2011
- Николай Билык (продюсер) — 1999
- Виталий Бирюков (оператор) — 2009
- Вячеслав Благодарский (сценарист) — 2009, 2010
- Ильяс Богатырёв (режиссёр) — 1998
- Александр Бойм — 2004
- Андрей Болтенко — 2009 (в трёх номинациях)
- Фёдор Бондарчук — 2003, 2023
- Дмитрий Борисов — 2016, 2017
- Лилия Боровская (сценарист) — 2005
- Владимир Бортко — 2003, 2006
- Владимир Брежнев — 2003, 2011
- Евгения Брик — 2023
- Сергей Брилёв — 2002, 2006
- Дмитрий Будашкаев (сценарист) — 2010
- Николай Булыгин — 2017
- Александр Буравский (сценарист) — 2007 (в двух номинациях)
- Александр Бурков (художник-постановщик) — 2004
- Кирилл Быков (сценарист) — 2011

### В
- Роман Ваялкин (оператор) — 2008
- Наталья Водянова — 2009
- Константин Ворончихин (сценарист) — 2008, 2011
- Владимир Ворошилов — 2001
- Юлия Высоцкая — 2014, 2016, 2017

### Г
- Дмитрий Галдин (сценарист) — 2008
- Андрей Галкин (оператор) — 2008
- Максим Галкин — 2017
- Алексей Ганушкин (оператор) — 2003
- Владимир Гендлин — 2003, 2009
- Сергей Гимаев — 2017
- Евгений Гинзбург — 2003
- Михаил Голубков (оператор) — 2007
- Александр Гордон — 2008, 2010, 2011
- Илья Грачёв (оператор) — 2010
- Игорь Гринякин — 2009
- Ксения Громова — 2009
- Дмитрий Губерниев — 2007
- Наталия Гугуева (сценарист) — 2008 (в двух номинациях)
- Лариса Гузеева — 2009
- Виктор Гусев — 2001, 2002, 2006
- Владимир Гусинский — 1999

### Д
- Саид Давдиев (сценарист) — 2009, 2010
- Евгений Давыдов (репортёр) — 2014
- Марина Даниелян (сценарист) — 2009, 2010
- Всеволод Движков (звукорежиссёр) — 2011
- Михаил Дегтярь — 1995, 2000,2006, 2009
- Илья Дёмин — 2003, 2005
- Марина Денисевич (сценарист) — 2010
- Андрей Добров — 2017
- Илья Доронов — 2011
- Николай Дроздов — 2007
- Вячеслав Дусмухамедов (сценарист) — 2009
- Дмитрий Дьяченко — 2010

### Е
- Илья Епищев (сценарист) — 2009, 2010
- Герман Ефимов (режиссёр) — 2010
- Михаил Ефремов — 2014, 2017

### Ж
- Ильдар Жандарёв — 2008, 2009
- Егор Жердин (оператор) — 2007
- Екатерина Жукова (продюсер) — 2023
- Георгий Жжёнов — 1999
- Александр Жигалкин — 2011

### З
- Фёдор Завалейков — 2014
- Анастасия Заворотнюк — 2005
- Владислав Завьялов — 2015
- Александр Загоскин — 2010
- Дмитрий Зверьков (сценарист) — 2008, 2011
- Ирада Зейналова — 2006, 2023
- Александр Зеленов (звукорежиссёр) — 2008
- Илья Зимин — 2002
- Артём Златопольский (продюсер) — 2023
- Андрей Золотарев (сценарист) — 2023
- Борис Зосимов — 2000
- Алексей Зотов (репортёр) — 2014, 2015
- Константин Зубрилин (художник-постановщик) — 2006

### И
- Константин Ивлев — 2019
- Ирина Изволова (сценарист) — 2007
- Эдуард Илоян (продюсер) — 2011
- Феликс Ильиных — 2006
- Дмитрий Иосифов — 2003
- Виктория Исакова — 2023

### К
- Олег Кавун — 2006
- Аркадий Казанцев (сценарист) — 2008
- Тина Канделаки — 2006, 2016
- Леонид Канфер (репортёр) — 2010
- Сергей Капица — 2008
- Владимир Каптур — 2009
- Степан Капуста — 2002
- Андрей Караулов — 1995
- Кирилл Качурин (сценарист) — 2010
- Джон Кейси (художник-постановщик) — 2009
- Кирилл Керзок — 2008
- Эдуард Кечеджиян — 2000
- Андрей Кивинов — 2011
- Тимур Кизяков — 2000
- Константин Кикичев — 2008
- Сергей Ким — 2001
- Игорь Кириллов — 1998
- Олег Кириченко (оператор) — 2006, 2010
- Владимир Климов — 2007
- Борис Клюев — 2011
- Аркадий Коган (сценарист) — 2008, 2008
- Михаил Кожухов — 2004
- Михаил Козаков — 2005
- Коллектив телекомпании «Пилот ТиВи» — 2002
- Виталий Коломиец (сценарист) — 2008
- Сергей Колосов — 1996
- Александр Кондратов (художник-постановщик) — 2008
- Владимир Кондратьев — 2015
- Андрей Кондрашов — 2015
- Платон Конухов (оператор) — 2010
- Александр Кормилицын — 2016
- Александр Котт — 2011
- Сергей Крабу — 2011
- Сергей Кравец — 2006
- Андрей Кравчук (режиссёр) — 2010
- Юрий Красильников (художник-постановщик) — 2011
- Илья Кривицкий — 2017
- Марк Кривошеев — 2002
- Зоя Кудря — 2001
- Пётр Кулешов — 2005
- Дмитрий Кулько (репортер) — 2023
- Константин Куц — 2007
- Сергей Кушнерёв — 2002, 2005, 2006

### Л
- Борис Лазарев (оператор) — 2004
- Георгий Лазарев — 2005
- Татьяна Лазарева — 2006
- Филипп Ламшин (звукорежиссёр) — 2011
- Ирина Лаптева (художник-постановщик) — 2004
- Татьяна Лаптева (художник-постановщик) — 2008
- Павел Лебешев — 2002
- Валентина Леонтьева — 2000
- Ирена Лесневская — 2005
- Анна Либерман (художник-постановщик) — 2010
- Дмитрий Ликин — 2007, 2008
- Татьяна Лиманова (телеведущая) — 2010
- Татьяна Лиознова — 2001
- Владислав Листьев — 1995 (Посмертно)
- Елена Литвинова (сценарист) — 2006
- Павел Лобков — 1998
- Андрей Лошак — 2003
- Владимир Лусканов — 1995
- Анатолий Лысенко — 2004
- Александр Любимов — 2002
- Елена Лядова — 2016

### М
- Евгений Майоров — 1998
- Аркадий Майофис — 2005
- Андрей Макаров (оператор) — 1998
- Анатолий Максимов — 2001
- Андрей Максимов — 1999
- Марианна Максимовская — 2008, 2009, 2010, 2011
- Андрей Малахов — 2005, 2009
- Энвер Мамедов — 2010
- Константин Маньковский — 2011
- Ксения Маринина — 1998
- Елена Марковская — 2006
- Гарик Мартиросян — 2010 (в двух номинациях), 2011
- Владимир Маслаченко — 2000
- Александр Масляков — 1996, 2002
- Дмитрий Масс — 2004
- Елена Масюк — 1995, 1998
- Максим Матвеев — 2023
- Алим Матвейчук (художник-постановщик) — 2011
- Владимир Машков — 2008
- Саида Медведева (продюсер) — 2015
- Константин Мельников — 2005
- Алексей Менялин — 2004, 2009
- Мероб Меробов — 2016
- Лолита Милявская — 2007
- Евгений Миронов — 2003
- Сергей Мирошниченко — 2011
- Татьяна Миткова — 1997
- Александр Митта — 2001 (в двух номинациях)
- Никита Михалков — 2006
- Дмитрий Мишин (сценарист) — 2009, 2010
- Леонид Млечин — 2007, 2009
- Владимир Молчанов — 2001
- Илья Мордюков — 1998
- Хрюн Моржов — 2002
- Андрей Морозов (оператор) — 2006
- Савва Морозов (репортёр) — 2014
- Кирилл Мошкович (оператор) — 2007
- Вячеслав Муругов — 2008, 2011 (в двух номинациях)
- Андрей Мухортов (сценарист) — 2011
- Юлия Мучник — 2003, 2008, 2010
- Роман Мадянов — 2025

### Н
- Кирилл Набутов — 2008, 2010, 2011
- Александр Надсадный (репортёр) — 2011
- Юрий Назаров — 2005
- Константин Наумочкин — 2005
- Анна Нельсон — 2008
- Мария Нигматулина (звукорежиссёр) — 2010
- Александр Николаев (сценарист) — 2011
- Алексей Николаев (сценарист) — 2011
- Лев Николаев — 2004, 2005
- Марина Николаева (художник-постановщик) — 2003
- Виктор Никулин — 1997
- Михаил Никулин — 1997
- Андрей Норкин — 2006, 2023
- Сергей Нурмамед — 2010

### О
- Николай Озеров — 1997
- Илья Олейников — 1996, 2001
- Дмитрий Ольчев — 1998
- Геннадий Орлов — 2008
- Михаил Осокин — 1998, 2009
- Кевин Оуен (Kevin Owen) (телеведущий) — 2008

### П
- Анатолий Панфилов (художник-постановщик) — 2006
- Илья Папернов — 2006
- Леонид Парфёнов — 2004
- Андрей Пастернак — 2007, 2009, 2010
- Сергей Пашков — 2007
- Валдис Пельш — 1997
- Роман Перевезенцев (репортёр) — 1998
- Вадим Перельман — 2016
- Елена Перова — 2008
- Елена Пищальникова (Метелица) (сценарист) — 2011
- Наталия Плуталова — 2003, 2005
- Евгений Поддубный — 2014, 2016
- Елена Подкаминская — 2023
- Владимир Познер — 2002, 2004, 2005, 2009 (в двух номинациях), 2011, 2016
- Максим Полинский — 2017
- Ольга Полищук (сценарист) — 2011
- Евгений Попов — 2017
- Никита Поповнин — 2011
- Анастасия Попова (режиссёр) — 2006, 2009
- Наталья Портнова (сценарист) — 2010
- Екатерина Порубель — 2011
- Денис Привалов (сценарист) — 2009, 2010
- Виктор Пронин (художник-постановщик) — 2007
- Кира Прошутинская — 2015
- Александр Пугачёв — 2004
- Сергей Пускепалис — 2023
- Кирилл Пухонто — 2003, 2005
- Александр Пушин — 2016

### Р
- Ирина Радецкая (режиссёр) — 2008
- Эдвард Радзинский — 2003
- Андрей Разбаш — 2006
- Александр Расторгуев — 2000
- Евгений Ревенко — 1999
- Александра Ремизова (сценарист) — 2023
- Дмитрий Рогалёв (оператор) — 2015, 2017
- Александр Рогаткин (репортёр) — 2015, 2017
- Александр Роднянский — 2004, 2005, 2006, 2008
- Андрей Рожков — 2008
- Юрий Розанов — 2011
- Ольга Романова — 2004
- Людмила Ромашко (художник-постановщик) — 2008
- Денис Ртищев (сценарист) — 2009, 2010
- Андрей Руцинский (продюсер) — 2009
- Эльдар Рязанов — 1997

### С
- Эдуард Сагалаев — 2002
- Марат Сайченко — 2014
- Антон Сакара (художник-постановщик) — 2009
- Алексей Самоделко (звукорежиссёр) — 2008
- Николай Сванидзе — 1995
- Сергей Светлаков — 2010 (в двух номинациях), 2011
- Владимир Светозаров — 2003
- Дмитрий Светозаров — 2002
- Кирилл Серебренников — 1999
- Михаил Сеславинский — 2006
- Алексей Сеченов — 2005, 2007
- Олег Сидякин — 2014
- Антуан Симани (художник-постановщик) — 2011
- Лариса Синельщикова — 2009
- Тимур Сиразиев — 2014
- Кирилл Ситников (сценарист) — 2011
- Мария Ситтель — 2005, 2015 , 2023
- Ольга Скабеева — 2017
- Иван Скворцов (режиссёр) — 2010
- Виктор Славкин — 2000
- Анатолий Смелянский — 2011
- Дмитрий Смирнов (звукорежиссёр) — 2010
- Андрей Смоляков — 2023
- Александр Сокуров — 2007
- Александр Солженицын — 2006
- Владимир Соловьёв — 2005, 2017, 2023
- Виталий Соломин — 2004
- Руслан Сорокин — 2008, 2010, 2011
- Светлана Сорокина — 1996, 2000
- Даниил Спиваковский — 2009
- Наталия Спиридонова — 2000, 2007, 2008
- Наталия Стеценко — 2015
- Владимир Стогниенко — 2016
- Вера Сторожева (режиссер) — 2023
- Юрий Стоянов — 1996, 2001, 2023
- Богдан Ступка — 2015
- Михаил Суслов — 2008
- Ольга Сутулова — 2007

### Т
- Вадим Такменёв — 2005, 2014, 2016
- Андрей Талалай — 1999
- Сангаджи Тарбаев — 2011
- Вячеслав Тибелиус (оператор) — 1998
- Иван Титов (звукорежиссёр) — 2009
- Анна Титова — 2000
- Валерий Тодоровский — 2003, 2014
- Пётр Толстой — 2007
- Игорь Толстунов — 2010
- Андрей Толубеев — 2007
- Андрей Торстенсен — 1997, 2004
- Елена Трифонова (сценарист) — 2011
- Алексей Троцюк — 2009, 2011
- Виталий Трояновский — 2006
- Иван Тружкин (ведущий) — 2023
- Александр Туркин (сценарист) — 2011
- Мария Турская (художник-постановщик) — 2010
- Максим Туханин (сценарист) — 2008

### У
- Андрей Ульянов (оператор) — 2008
- Евгений Унгард — 2003
- Иван Ургант — 2007, 2009, 2010 (в двух номинациях), 2011, 2014, 2015, 2016, 2019
- Сергей Урсуляк — 2008
- Юрий Устинов (художник-постановщик) — 2009
- Татьяна Устинова — 2004
- Василий Уткин — 2004, 2005
- Мария Ушакова (продюсер) — 2023

### Ф
- Джаник Файзиев — 2001, 2009
- Александр Файфман — 2007, 2008
- Леонид Филатов — 1996
- Валерий Фокин — 2004
- Юрий Фокин — 1999
- Каринэ Фолиянц — 2011
- Николай Фоменко — 1998, 2008
- Дмитрий Фролов — 2008
- Александр Фукс — 2001

### Х
- Александр Хабаров — 1997
- Константин Хабенский — 2016
- Чулпан Хаматова — 2006, 2014, 2017
- Юрий Харнас — 2011
- Владимир Хотиненко — 2005, 2006

### Ц
- Цигаль-Полищук — 2023
- Александр Цекало — 2010 (в трёх номинациях), 2011, 2016
- Николай Цискаридзе — 2023

### Ч
- Андрей Челядинов (режиссёр) — 1998
- Георгий Черданцев — 2023
- Андрей Черкасов — 1996
- Анастасия Чернобровина — 2015
- Валентин Черных — 2005
- Владимир Чернышёв — 2023
- Владислав Черняев (оператор) — 1998
- Инна Чурикова — 2003
- Яна Чурикова — 2023
- Григорий Чхартишвили — 2002

### Ш
- Игорь Шадхан — 2004
- Сергей Шакуров — 2005
- Екатерина Шатилова (режиссёр) — 2008
- Михаил Шац — 2006
- Михаил Швыдкой — 2008, 2019
- Евгений Шелякин (сценарист) — 2009, 2010
- Дмитрий Шепелев — 2009
- Мария Шептунова — 2006
- Галина Шергова — 2010
- Елена Широкова — 2001
- Виталий Шляппо — 2009, 2011
- Наталия Шнейдерова — 2006, 2011
- Сергей Шумаков — 2016

### Э
- Эльвира Эфендиева (телеведущая) — 2023
- Константин Эрнст — 1998, 2001, 2007, 2008, 2009, 2010, 2014

### Ю
- Генрих Юшкявичюс — 2010

### Я
- Елена Яковлева — 2004
- Леонид Якубович — 1995, 1999, 2015
- Олег Янковский — 2006